# Sky Airlines

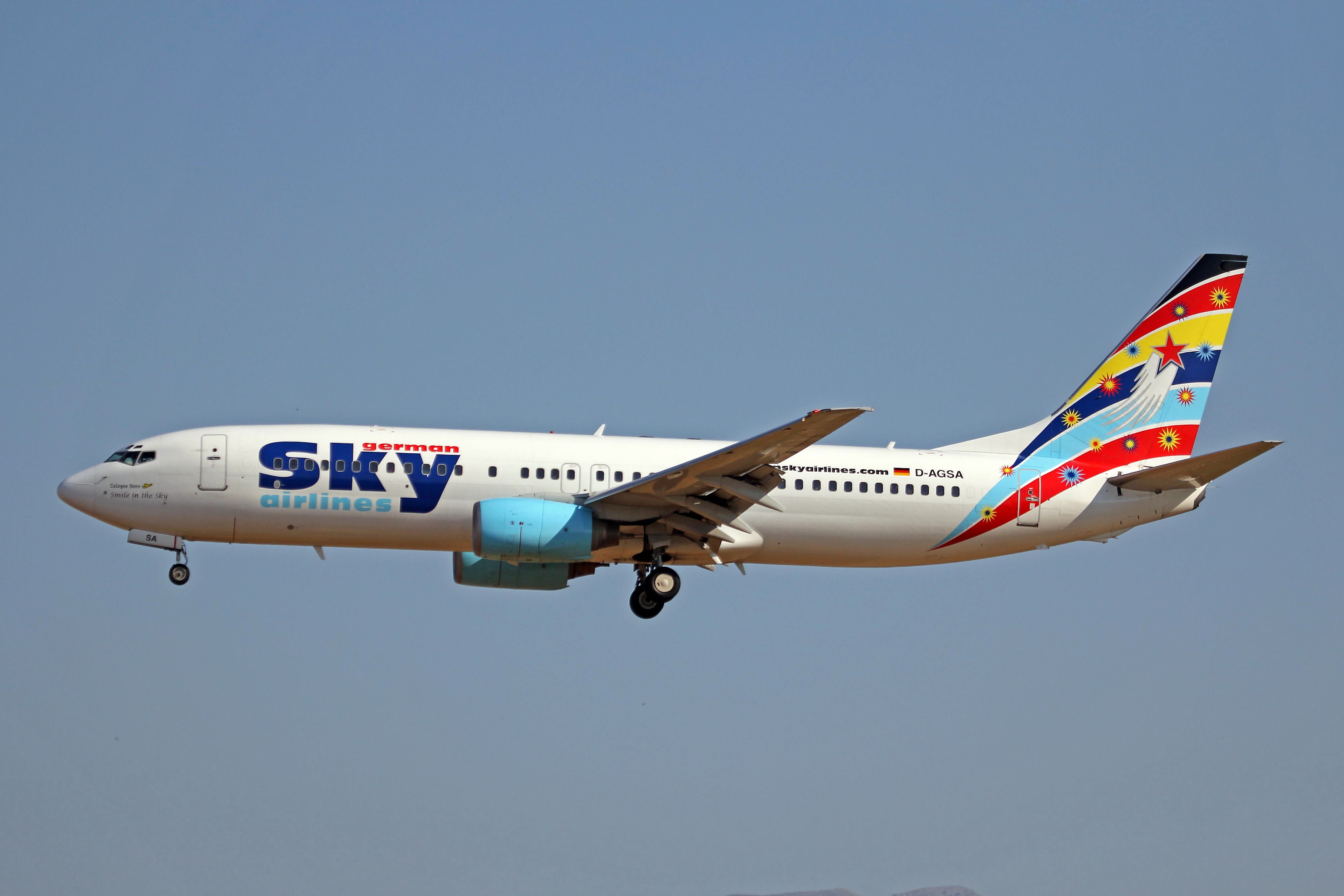
Boeing 737-800 авиакомпании Sky Airlines

Sky Airlines — бывшая турецкая авиакомпания со штаб-квартирой в Анталье.

## История
Компания была основана в 2000 году и начала свою деятельность в 2001 году. Материнской компанией была Kayi Group. В 2010 году авиакомпания начала регулярные внутренние рейсы в Турции, став 9-й авиакомпанией, вышедшей на внутренний рынок. Компания сократила объём операций на зимний сезон 2012—2013 годов, вернув три самолета Boeing 737-800 их лизингодателям.
Дочерняя компания German Sky Airlines, базирующаяся в Дюссельдорфе, была открыта в 2010 году. 1 декабря 2012 года компания объявила о приостановке деятельности (в связи с экономическим спадом) и вернула два самолёта Boeing 737-800 их лизингодателям. Авиакомпания объявила о планах возобновить деятельность весной 2013 года.
4 июня 2013 года авиакомпания Sky Airlines объявила о банкротстве и прекратила все полёты.

## Флот
Авиакомпания эксплуатировала следующие типы воздушных судов:
| Тип              | Эксплуатировалось | Вместимость   | Год ввода | Год вывода | Примечания |
| ---------------- | ----------------- | ------------- | --------- | ---------- | ---------- |
| Boeing 737-400   | 8                 | 170Y 150Y+12C | 2001      | 2013       |            |
| Boeing 737-900ER | 2                 | 215Y          | 2009      | 2013       |            |
| Boeing 737-800   | 5                 | 189Y          | 2001      | 2012       |            |
| Airbus A321-200  | 2                 | 219Y          | 2008      | 2013       |            |
| Airbus A320-200  | 3                 | 178Y 180Y     | 2008      | 2013       |            |
| Вскго            | 20                |               |           |            |            |